# The Flash (film)
The Flash är en amerikansk superhjältefilm från 2023, baserad på DC Comics karaktär med samma namn. Den är regisserad av Andy Muschietti, med manus skrivet av Christina Hodson. Filmen blir den trettonde filmen i DC Extended Universe (DCEU) som korsars samt gör referenser till andra filmer baserade på DC-serier. Filmen markerar första gången då två iterationer av en cinematisk Batman agerar i samma film.
Filmen hade biopremiär i Sverige den 14 juni 2023, utgiven av Warner Bros.

## Handling
Barry Allen reser tillbaka i tiden för att förhindra mordet på sin mamma, vilket får oavsiktliga konsekvenser för hans tidslinje.

## Rollista (i urval)
- Ezra Miller – Barry Allen / The Flash
- Michael Keaton – Bruce Wayne / Batman
- Sasha Calle – Kara Zor-El / Supergirl
- Michael Shannon – General Zod
- Ron Livingston – Henry Allen
- Maribel Verdú – Nora Allen
- Kiersey Clemons – Iris West
- Antje Traue – Faora-Ul
- Ben Affleck – Bruce Wayne / Batman
- Jeremy Irons – Alfred Pennyworth
- Saoirse-Monica Jackson – Patty Spivot
- Rudy Mancuso – Albert Desmond
- Sanjeev Bhaskar – David Singh
- Temuera Morrison – Thomas Curry
- Gal Gadot – Diana Prince / Wonder Woman (cameo)
- Jason Momoa – Arthur Curry / Aquaman (cameo)
- Nicholas Cage – Superman Variant (cameo)
- George Clooney – Bruce Wayne Variant (cameo)